# Óxido de cobalto(III)
El óxido de cobalto(III) es un compuesto inorgánico con la fórmula química Co2O3. Aunque sólo dos óxidos de cobalto están bien caracterizados, CoO y Co3O4, se han descripto procedimientos que pretenden sintetizar como producto Co2O3. Algunas formulaciones del catalizador hopcalita contienen esta sustancia.

## Características
Al igual que el óxido de cobalto(II) (CoO), es  antiferromagnético a baja temperatura.

## Preparación
Al calentar el óxido de cobalto (II), (CoO) en presencia de aire a una temperatura que oscila entre los 400 °C y 500 °C, se obtiene el tetraóxido (Co3O4), el cual corresponde a una espinela normal con los iones Co2+ y Co3+, en posiciones tetraédricas y octaédricas, respectivamente pudiendo luego descomponer este óxido a Co2O3.